# Berlingerode
Berlingerode est une commune allemande située dans l'arrondissement d'Eichsfeld en Thuringe.

## Géographie

Situation de Berlingerode dans l'arrondissement

Berlingerode est située dans le nord de l'arrondissement. La ville fait partie de la Communauté d'administration de Lindenberg-Eichsfeld et se trouve à 13 km au nord-ouest de Worbis et à 11 km au nord-est de Heilbad Heiligenstadt, le chef-lieu de l'arrondissement.
Communes limitrophes (en commençant par le nord et dans le sens des aiguilles d'une montre) : Teistungen, Hundeshagen, Steinbach et Reinholterode.

## Histoire
La première mention écrite du village de Berlingerode date de 1266. Le château des seigneurs de Westernhagen, construit au XIIe siècle et détruit pendant la Guerre des Paysans au XVIe siècle était construit sur le territoire de Berlingerode.
Berlingerode a appartenu à l'Électorat de Mayence jusqu'en 1802 et à son incorporation à la province de Saxe dans le royaume de Prusse (arrondissement de Worbis).
La commune fut incluse dans la zone d'occupation soviétique après la Seconde Guerre mondiale avant de rejoindre le district d'Erfurt en RDA jusqu'en 1990.

## Démographie
| 1885 | 1910 | 1925 | 1933  | 1939  | 1995  | 2000  | 2004  | 2010  |
| ---- | ---- | ---- | ----- | ----- | ----- | ----- | ----- | ----- |
| 717  | 860  | 956  | 1 055 | 1 072 | 1 337 | 1 305 | 1 254 | 1 222 |